# 萨姆·琼斯 (篮球运动员)
萨缪尔·琼斯（英語：Samuel Jones，1933年6月24日—2021年12月30日），美国NBA前职业籃球运动员，司职得分後衛。他以动作敏捷以及力挽狂澜的得分能力，特别是NBA季後賽的出色表现著称，是當代的著名的关键先生。是開創波士頓綠色王朝的主要領導者。
琼斯毕业于北卡罗来纳中央大学，随后进入了职业篮坛。在大学期间，在名人堂教练约翰·麦克雷顿的指导下总共取得了1,770分，4年内三次入选全联盟最佳阵容。

## NBA生涯
琼斯在NBA赛场打了12个赛季，始终效力于波士顿凯尔特人，1957年的NBA选秀中他在第一轮第8顺位被选中。琼斯以投中关键性的入球著称，在其职业生涯中总得分超过了15,000分。他四度参加NBA全明星赛，被誉为那个时代最好的得分后卫之一。
1965赛季至1967赛季，琼斯连续三年入选NBA最佳第二阵容，他也是至今为止NBA历史上总冠军戒指第二多的球员，只比他同时代的队友比尔·拉塞尔少一枚。他有着1.93米(6英尺4英寸)，200磅(97公斤)。
琼斯最初被明尼阿波利斯湖人相中，但是随后他重返校园服兵役，因此也避免了触犯NBA条例。
琼斯出色的跳投能力和他关键时刻的挺身而出，对手对于如何防守这位射手也颇为头痛。193公分的萨姆有着出色的后场运球和组织能力，在进攻端能力也较强。他是波士顿「Jones Boys」组合之一，和他的队友K·C·琼斯支撑起球队的后场，创造出NBA历史上最令人「恐怖」的好成绩。
他成为三个赛季波士顿凯尔特人队的得分王，1962-63赛季(场均19.7分)，1964-65赛季(场均25.9分)，1965-66赛季(场均23.5分)。他连续四个赛季得到场均20分(1965–68)。琼斯同时也拥有球队第四好的单场得分纪录(1965年10月29日对阵底特律活塞队得到51分)。他在154场季后赛中得到了2,909分，场均18.9分，在NBA历史上排列第15位。

## 荣誉
他在1984年被引入篮球名人堂。1970年他入选NBA25周年明星队，1996年，他成为NBA五十大球星中的一员。